# La Clotte
La Clotte ist eine südwestfranzösische Gemeinde mit 708 Einwohnern (Stand 1. Januar 2022) im Département Charente-Maritime in der Region Nouvelle-Aquitaine (vor 2016 Poitou-Charentes). Sie gehört zum Arrondissement Jonzac und zum Kanton Les Trois Monts. Die Einwohner werden Clottois genannt.

## Lage
La Clotte liegt im Süden der Saintonge etwa 45 Kilometer nordöstlich von Bordeaux am Lary. Umgeben wird La Clotte von den Nachbargemeinden Saint-Pierre-du-Palais im Norden, Saint-Martin-de-Coux im Norden und Nordosten, Chamadelle im Osten, Lagorce im Süden sowie Cercoux im Westen.

## Bevölkerungsentwicklung
| Jahr                       | 1962 | 1968 | 1975 | 1982 | 1990 | 1999 | 2008 | 2013 | 2019 |
| Einwohner                  | 521  | 484  | 499  | 475  | 475  | 490  | 531  | 697  | 717  |
| Quellen: Cassini und INSEE |      |      |      |      |      |      |      |      |      |

## Sehenswürdigkeiten

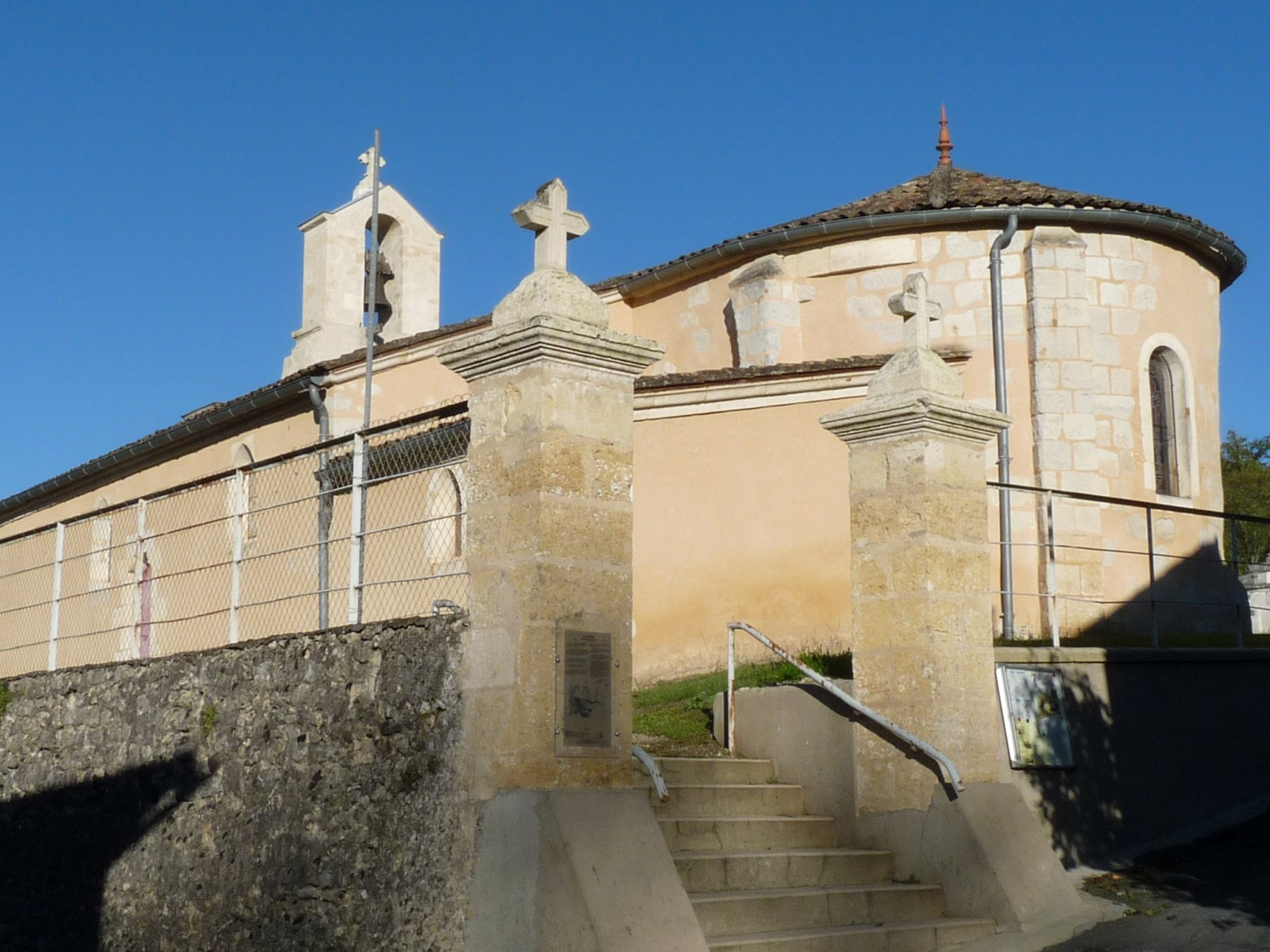
Kirche Saint-Léger

- Kirche Saint-Léger
- Reste einer Turmhügelburg